# Halott vagy
A Halott vagy (eredeti cím: Dead to Me) amerikai televíziós sorozat, ami a fekete humor műfajába tartozik. Liz Feldman alkotta meg.
A sorozat 2019. május 3-án jelent meg Amerikában és Magyarországon a Netflixen Christina Applegate és Linda Cardellini főszereplésével, akik két gyászoló nőt játszanak. Az első évad pozitív értékelést kapott a kritikusoktól. 2019 júniusában a Netflix megújította a sorozatot egy második évadra, ami 2020. május 8-án jelent meg. A 70. Primetime Emmy-gálán Applegate a legjobb női főszereplőnek vígjátékban járó díjra jelölést kapott.
2020 júniusában a sorozatot megújították egy harmadik évadra.

## Szereplők

### Főszereplők
| Színész             | Szereplő             | Magyar hang   |
| ------------------- | -------------------- | ------------- |
| Christina Applegate | Jen Harding          | Csondor Kata  |
| Linda Cardellini    | Judy Hale            | Varga Klári   |
| James Marsden       | Steve Wood (1. évad) | Miller Zoltán |
| James Marsden       | Ben Wood (2. évad)   | Miller Zoltán |
| Max Jenkins         | Christopher Doyle    | Fehér Tibor   |
| Sam McCarthy        | Charlie Harding      | Nagy Gereben  |
| Luke Roessler       | Henry Harding        | Mayer Marcell |

### Mellékszereplők
| Színész              | Szereplő      | Magyar hang     |
| -------------------- | ------------- | --------------- |
| Suzy Nakamura        | Karen         | Balogh Anikó    |
| Diana-Maria Riva     | Ana Perez     | Udvarias Anna   |
| Edward Asner         | Abe Rifkin    | Várkonyi András |
| Keong Sim            | Wayne lelkész | Dévai Balázs    |
| Telma Hopkins        | Yolanda       | Egri Márta      |
| Sadie Stanley        | Parker        |                 |
| Lily Knight          | Linda         | Koffler Gizella |
| Blair Beeken         | Wendy         |                 |
| Edward Fordham Jr.   | Kyle          | Juhász István   |
| Chelsea Spack        | Heidi         |                 |
| Brandon Scott        | Nick Prager   | Pavletits Béla  |
| Valerie Mahaffey     | Lorna Harding | Vándor Éva      |
| Haley Sims           | Kayley        | Bálint Adrienn  |
| Adora Soleil Bricher | Shandy Adams  | Mayer Szonja    |
| Natalie Morales      | Michelle      | Kelemen Kata    |

### Vendégszereplők
| Színész           | Szereplő        | Magyar hang     |
| ----------------- | --------------- | --------------- |
| Olivia Macklin    | Bambi           | Kókai Tünde     |
| Steve Howey       | Jason           | Mészáros András |
| Tara Karsian      | Erica Brewer    | Kiss Erika      |
| Tom Virtue        | Doug            |                 |
| Beth Littleford   | Doug felesége   |                 |
| Rick Holmes       | Andrew Peters   | Tarján Péter    |
| Marc Evan Jackson | Jeff            |                 |
| Jere Burns        | Howard Hastings |                 |
| Frances Conroy    | Eileen Wood     | Rátonyi Hajni   |
| Katey Sagal       | Eleanor Hale    | Kiss Erika      |

A szinkront a Direct Dub Studios készítette.

## Epizódok
| Évad | Évad | Epizód | Eredeti sugárzás   | Magyar sugárzás    | Adó |
| ---- | ---- | ------ | ------------------ | ------------------ | --- |
|      | 1    | 10     | 2019. május 3.     | 2019. május 3.     |     |
|      | 2    | 10     | 2020. május 8.     | 2020. május 8.     |     |
|      | 3    | 10     | 2022. november 17. | 2022. november 17. |     |

### 1. évad (2019)
| Sor. | Év. | Cím                                        | Rendező        | Író                       | Premier                       |
| ---- | --- | ------------------------------------------ | -------------- | ------------------------- | ----------------------------- |
| 1.   | 1.  | Bevezető (Pilot)                           | Amy York Rubin | Liz Feldman               | 2019. május 3. 2019. május 3. |
| 2.   | 2.  | Lehet, hogy őrült vagyok (Maybe I'm Crazy) | Amy York Rubin | Liz Feldman               | 2019. május 3. 2019. május 3. |
| 3.   | 3.  | Minden az én hibám (It's All My Fault)     | Abe Sylvia     | Anthony King              | 2019. május 3. 2019. május 3. |
| 4.   | 4.  | Nincs visszaút (I Can't Go Back)           | Abe Sylvia     | Kate Robin                | 2019. május 3. 2019. május 3. |
| 5.   | 5.  | El kell tűnnöm ("I've Gotta Get Away)      | Minkie Spiro   | Abe Sylvia                | 2019. május 3. 2019. május 3. |
| 6.   | 6.  | Te jó ég! (Oh My God)                      | Minkie Spiro   | Njeri Brown               | 2019. május 3. 2019. május 3. |
| 7.   | 7.  | Kibírom (I Can Handle It)                  | Kat Coiro      | Emma Rathbone             | 2019. május 3. 2019. május 3. |
| 8.   | 8.  | Állíts meg, ha tudsz (Try to Stop Me)      | Kat Coiro      | Kelly Hutchinson          | 2019. május 3. 2019. május 3. |
| 9.   | 9.  | Megmondom az igazat (I Have to Be Honest)  | Geeta Patel    | Rebecca Addelman          | 2019. május 3. 2019. május 3. |
| 10.  | 10. | Menned kell (You Have to Go)               | Geeta Patel    | Liz Feldman és Abe Sylvia | 2019. május 3. 2019. május 3. |

### 2. évad (2020)
| Sor. | Év. | Cím                                           | Rendező             | Író                             | Premier                       |
| ---- | --- | --------------------------------------------- | ------------------- | ------------------------------- | ----------------------------- |
| 11.  | 1.  | Tudod, mit tettél (You Know What You Did)     | Liza Johnson        | Liz Feldman                     | 2020. május 8. 2020. május 8. |
| 12.  | 2.  | Hol voltál? (Where Have You Been)             | Liza Johnson        | Elizabeth Benjamin              | 2020. május 8. 2020. május 8. |
| 13.  | 3.  | Így nem lehet élni (You Can't Live Like This) | Tamra Davis         | Cara DiPaolo                    | 2020. május 8. 2020. május 8. |
| 14.  | 4.  | Köztünk szólva (Between You and Me)           | Tamra Davis         | Jessi Klein                     | 2020. május 8. 2020. május 8. |
| 15.  | 5.  | Mindennek ára van (The Price You Pay)         | Liz Allen Rosenbaum | Kelly Hutchinson                | 2020. május 8. 2020. május 8. |
| 16.  | 6.  | Nem muszáj (You Don't Have To)                | Liz Allen Rosenbaum | Celeste Hughey                  | 2020. május 8. 2020. május 8. |
| 17.  | 7.  | Bárcsak tudnád! (If Only You Knew)            | Jennifer Getzinger  | Dan Dietz                       | 2020. május 8. 2020. május 8. |
| 18.  | 8.  | Így kellett lennie (It Had to Be You)         | Jennifer Getzinger  | Emma Rathbone                   | 2020. május 8. 2020. május 8. |
| 19.  | 9.  | Nem te, hanem én (It's Not You, It's Me)      | Silver Tree         | Liz Feldman és Kelly Hutchinson | 2020. május 8. 2020. május 8. |
| 20.  | 10. | Hogyan tovább? (Where Do We Go from Here)     | Silver Tree         | Cara DiPaolo és Liz Feldman     | 2020. május 8. 2020. május 8. |

### 3. évad (2022)
| Sor. | Év. | Cím                                                    | Rendező        | Író                                                                               | Premier                               |
| ---- | --- | ------------------------------------------------------ | -------------- | --------------------------------------------------------------------------------- | ------------------------------------- |
| 21.  | 1.  | Már jártunk itt (We've Been Here Before)               | Rebecca Asher  | Liz Feldman & Emma Rathbone                                                       | 2022. november 17. 2022. november 17. |
| 22.  | 2.  | Beszélnünk kell (We Need to Talk)                      | Rebecca Asher  | Cara DiPaolo & Celeste Hughey                                                     | 2022. november 17. 2022. november 17. |
| 23.  | 3.  | Lássuk, miből élünk (Look at What We Have Here)        | Jeneé LaMarque | Harris Danow & Kelly Hutchinson                                                   | 2022. november 17. 2022. november 17. |
| 24.  | 4.  | Hogyan tovább számunkra? (Where Do We Go Now?)         | Jeneé LaMarque | Jessi Klein & Jacqui Rivera                                                       | 2022. november 17. 2022. november 17. |
| 25.  | 5.  | Ezt nem gondoltuk végig (We Didn't Think This Through) | Rebecca Asher  | Cara DiPaolo & Emma Rathbone                                                      | 2022. november 17. 2022. november 17. |
| 26.  | 6.  | Győzni fogunk (We're Gonna Beat This Thing)            | Silver Tree    | Jessi Klein & Kelly Hutchinson                                                    | 2022. november 17. 2022. november 17. |
| 27.  | 7.  | Lehetünk őszinték? (Can We Be Honest?)                 | Rebecca Asher  | Harris Danow & Celeste Hughey                                                     | 2022. november 17. 2022. november 17. |
| 28.  | 8.  | Megoldjuk valahogy (We'll Find a Way)                  | Rebecca Asher  | Elizabeth Benjamin & Jacqui Rivera                                                | 2022. november 17. 2022. november 17. |
| 29.  | 9.  | Fogytán az időnk (We're Almost Out of Time)            | Liz Feldman    | Történet: Liz Feldman & Cara DiPaolo Tévéjáték: Kelly Hutchinson & Madie Dhaliwal | 2022. november 17. 2022. november 17. |
| 30.  | 10. | A végéhez értünk (We've Reached the End)               | Liz Feldman    | Liz Feldman                                                                       | 2022. november 17. 2022. november 17. |